# سیارک ۹۷۵۷
سیارک ۹۷۵۷ (به انگلیسی: 9757 Felixdejager، نامگذاری:1991GA6) نه هزار و هفتصد و پنجاه و هفتمین سیارک کشف شده‌است که در ۸ آوریل ۱۹۹۱ کشف شد.
قدر مطلق سیارک برابر ۳۰.۹ است.